# Saint-Martin-des-Monts
Saint-Martin-des-Monts è un comune francese di 178 abitanti situato nel dipartimento della Sarthe nella regione dei Paesi della Loira.

## Società

### Evoluzione demografica
Abitanti censiti